# Rodrigo Alonso Herrera Aspra
Rodrigo Alonso Herrera Aspra (Cidade do México, 19 de setembro de 1968 ) é um magnata mexicano e investidor de ativos, membro da família Herrera Aspra, muito conceituada no país.
Formou-se em Engenharia e Administração na Universidad Anáhuac e mestrado (MBA) em Gestão Avançada no Colegio de Graduados em Alta Dirección 
Sua fortuna advém das industrias farmacêuticas e outros investimento em diversos seguimentos. Fundador e proprietário de um dos principais laboratórios de cosmetologia do México, Genomma Lab, atualmente, Rodrigo Herrera Aspra é presidente do Conselho de Administração e diretor geral da Genomma Lab e faz parte do quadro de Diretores do Grupo Financiero Multiva SAB de CV desde 2010. Segundo o site Líderes Mexicano, Rodrigo Herrera Aspra, detêm a posição de 151º empresário mais bem sucedido no México com bem público avaliado em USD 316,122,683.
O laboratório apresenta uma capitalização de $115.760.831 (cento e quinze milhões, setecentos e sessenta mil e oitocentos e trinta e um dólares) em 2016. Recentemente, decidiram expandir sua marca para a Argentina e para o Brasil, onde possuem licença de produção.
Participou do Reallity Show "Shark Tank Mexico", edição de 2016 ao lado de outros grandes empresários mexicanos: Ana Victoria García, Arturo Elías Ayub, Memo Pomadas, Carlos Bremer e Jorge Vergara.

## Histórico
- 1996: funda "Producciones Infovisión", o que hoje é a Genomma Lab
- 2008: Genomma Lab começa a ser negociada na Bolsa Mexicana de Valores (BMV)
- 2009: Genomma Lab é o maior anunciante do México
- 2010: Rodrigo é reconhecido como o ganhador do "Entrepreneur Of The Year de EY México" (Empreendedor do ano no México)
- 2010: se associa com Televisa para distribuir seus produtos no mercado hispânico dos Estados Unidos e Porto Rico